# Gele troepiaal
De gele troepiaal (Icterus nigrogularis) is een zangvogel uit de familie Icteridae (troepialen). Het soort wordt aangeduid als "Trupial Kachó" op Bonaire en Curaçao en op Aruba als "Gonzalito".

## Verspreiding en leefgebied
Deze soort komt voor in noordelijk Zuid-Amerika en telt 4 ondersoorten:
- Icterus nigrogularis nigrogularis: noordelijk Colombia, Venezuela, de Guiana's en noordelijk Brazilië.
- Icterus nigrogularis curasoensis: ABC-eilanden.
- Icterus nigrogularis helioeides: Isla Margarita (nabij noordelijk Venezuela).
- Icterus nigrogularis trinitatis: Trinidad en het schiereiland Paria (noordoostelijk Venezuela).